# Цимоне
Цимоне (итал. Zimone) је насеље у Италији у округу Бијела, региону Пијемонт.
Према процени из 2011. у насељу је живело 424 становника. Насеље се налази на надморској висини од 445 м.

## Становништво
Према резултатима пописа становништва 2011. у општини је живело 425 становника.
| 1931. | 1936. | 1951. | 1961. | 1971. | 1981. | 1991. | 2001. | 2011. |
| ----- | ----- | ----- | ----- | ----- | ----- | ----- | ----- | ----- |
| 792   | 741   | 570   | 498   | 486   | 420   | 404   | 404   | 425   |